# Serrat Rodó (Sant Julià de Vilatorta)
El Serrat Rodó és una serra situada entre els municipis de Sant Julià de Vilatorta i de Sant Sadurní d'Osormort a la comarca d'Osona, amb una elevació màxima de 813 metres.